# Edmund Maćkowiak (polityk)
Edmund Maćkowiak (ur. 9 listopada 1887 w Poznaniu, zm. 31 grudnia 1942 w KL Auschwitz) – polski polityk, prezydent Gniezna w latach 1936-1939.

## Życiorys
Edmund Maćkowiak był  synem urzędnika państwowego. Po ukończeniu nauki podjął pracę w administracji pruskiej skąd po 9 latach został karnie usunięty za przynależność do tajnych polsko-narodowych organizacji. W okresie pracy konspiracyjnej uzyskał wsparcie u ówczesnego działacza  narodowego na terenie  poznańskiego  ks. dr. Arkadiusza Lisieckiego, który zaangażował go do pracy narodowo-oświatowej wśród ludności robotniczej. Do wybuchu I wojny światowej był kierownikiem Centralnego Biura  Obrony Prawnej Katolickiego Związku Robotników Polskich w Poznaniu
Po uzyskaniu przez Polskę niepodległości, objął w dniu 1 lipca 1919 stanowisko Komisarza Obwodowego w Rokietnicy, oraz pełnił przez kilka lat funkcję Prezesa Stowarzyszenia Komisarzy Obwodowych województwa poznańskiego. Następnie przez kilka miesięcy roku 1929 był burmistrzem miasta powiatowego Kościan
6 października 1936 Rada Miejska w Gnieźnie pod przewodnictwem dr. Zgaińskiego wybrała  Edmunda Maćkowiaka Prezydentem Gniezna.
W obawie o swoje życie, miasto i urząd Prezydenta Gniezna opuścił na kilka dni przed wkroczeniem do Gniezna wojsk niemieckich. Zginął w obozie koncentracyjnym w Auschwitz.